# The Ivory Brothers
The Ivory Brothers（ザ・アイボリー・ブラザーズ）は三重県津市出身の音楽ユニットである。
2001年結成。2004年J-moreよりメジャー・デビュー。プロデューサーは松尾潔。

## メンバー
- 山本清人（1979年7月7日 - ）ボーカル

現在、実の妹との兄妹デュオ山本兄妹で活躍中
- 北田ヒロシ（1980年2月12日 - ）プログラミング

## ディスコグラフィー

### シングル
- ふたつだけ（2003年12月1日）インディーズシングル
  1. ふたつだけ
  2. 休日の午後
  3. もうすぐ雨
- ふたつだけ（2004年11月10日）
  1. ふたつだけ
  2. 悔やむ男
  3. 雨の日とクリスマスは(LIVE)
- 遠景（2005年2月16日）
  - 「奇跡の扉 TVのチカラ」エンディングテーマ
    1. 遠景
    2. Lady,Lady
    3. ふたつだけ(Live)
- この街では誰もがみな自分以外の何かになりたがる（2005年11月9日）
  - アニメ「うえきの法則」エンディングテーマ
    1. この街では誰もがみな自分以外の何かになりたがる
    2. I love you,love me
    3. 遠景(acoustic)